# Victor Puchalski
Victor Puchalski (Catarroja, 1986) és un Il·lustrador i dibuixant de còmics valencià. Després d'abandonar els estudis de Belles arts comença a col·laborar en diverses publicacions, entre les quals destaca l'antologia americana Memory, i a autoeditar els seus propis còmics. En este període dona vida sobre el paper a KANN, el seu personatge de referència que, més tard, després de vore la llum en dos capítols autoeditats en grapa, donaria el salt a format llibre de la mà d'Autsaider Còmics.
Les pàgines del seu poema gràfic sobre Tom of Finland, "TOM by VIC", exposat durant el Saló Internacional del Còmic de Barcelona de 2016 van ser retirades, juntament amb les d'altres autors, creant-se certa polèmica al voltant de la censura.
Ha participat amb altres autors en l'exposició homenatge a Rob Zombie celebrada durant el festival de cinema fantàstic de Sitges, "The Vault of Rob Zombie". Al novembre de 2016 edita amb Autsaider Còmics la seua primera novel·la gràfica en format llibre, Enter The Kann, en la qual redibuixa i amplia els primers capítols autoeditats.